# Mads Enggård
Mads Enggård, né le 20 janvier 2004 à Silkeborg au Danemark, est un footballeur danois qui évolue au poste de milieu central au Vejle BK en prêt du Molde FK.

## Biographie

### En club
Né à Randers au Danemark, Mads Enggård est formé par le FC Midtjylland avant de rejoindre le Randers FC, où il poursuit sa formation. Le 6 mars 2020, alors qu'il est considéré comme l'un des joueurs les plus prometteurs du club, où il se distingue avec les U17, Enggård signe un premier contrat jeunesse avec Randers.
Il joue son premier match en professionnel le 5 juillet 2020, lors d'une rencontre de coupe du Danemark face au Aarhus Fremad. Il entre en jeu et son équipe s'impose par trois buts à un.
Le 25 août 2022, il prolonge son contrat au Randers FC jusqu'en juin 2025.
Le 6 juillet 2023, Enggård prolonge de nouveau son contrat avec le Randers FC. Il est cette fois lié au club jusqu'en juin 2027.
Le 19 août 2024, Mads Enggård prend la direction de la Norvège afin de s'engager en faveur du Molde FK. Il signe un contrat courant jusqu'en août 2028.
Le 19 août 2025, un an après son arrivée au Molde FK, Mads Enggård est prêté au Vejle BK jusqu'à la fin de l'année.

### En sélection
Mads Enggård représente l'équipe du Danemark des moins de 18 ans. Il fait sa première apparition le 4 septembre 2021 contre la Norvège (victoire aux tirs au but des Norvégiens). Au total il joue onze matchs avec cette sélection entre 2021 et 2022.
Enggård Danemark espoirs le 16 novembre 2023, lors d'un match amical contre le Maroc. Il est titularisé et son équipe s'impose par trois buts à zéro.